# Stephanodes chestertoni
Stephanodes chestertoni är en stekelart som först beskrevs av Debauche 1949.  Stephanodes chestertoni ingår i släktet Stephanodes och familjen dvärgsteklar. Inga underarter finns listade i Catalogue of Life.